# Deje
Deje è un'area urbana della Svezia situata nel comune di Forshaga nella contea di Värmland. La popolazione rilevata nel censimento del 2020 era di 2 705 abitanti.

## Storia
La prima menzione del nome Deje risale al 1686, quando viene nominato nell'Urbarium per ubicare un luogo nel quale veniva fatta la pesca del salmone. La pesca probabilmente veniva fatta su entrambe le sponde del fiume Klarälven, nei villaggi di Västra e Östra Deje, situati a pochi chilometri dall'odierna area urbana. Il nome "Deje" deriva dal lemma "Deghe" delle lingue pre-svedesi, che significa "zona paludosa".
Nel 1627 viene costruita una segheria, destinata alla lavorazione prima del legno. Essa si trova a sud del fiume Klarälven, nei pressi di Dejefors. Dal 1754, per via dell'ampia disponibilità delle foreste, la gente locale comincia a intrattenere relazioni commerciali anche con l'estero.
Nel 1876, nel punto in cui si incontrano i binari passanti per la città, viene aperta una stazione ferroviaria, nei pressi della fabbrica di carta situata a sud del fiume. In seguito a ciò, l'area urbana ricevette un forte sviluppo economico e demografico, che portò all'espansione della porzione meridionale del centro abitato. Questa stazione non è più in funzione.
Nella "bruna villan" di Deje è nato il primo partito nazista della Svezia, fondato dal veterinario Birger Furugård. Anche oggi, la piccola città svedese mostra i segni del suo passato, essendo diventata un importante centro di diffusione delle teorie fasciste nel Värmland.
Nel 1906 viene costruita un'industria cartaria specializzata nella produzione di carta kraft. Negli anni 20' essa era di proprietà del gruppo industriale Mölnbacka-Trysil, situato a Forshaga. La piccola città di Mölnbacka, da cui prende il nome l'azienda, si trova a meno di 2 chilometri da Deje. La segheria apparteneva al gruppo industriale "Dejefors kraft- och fabriks AB". Nel 1965, la fabbrica era una delle più importanti del paese, con una produzione annuale di circa 60'000 tonnellate di carta. In quell'anno lavoravano 500 persone nella fabbrica e 100 nella segheria. Nella stazione di Deje erano presenti altri 60 lavoratori.
Nel 1966 l'industria fu venduta a Uddeholmskoncernen. La società decise di dare più importanza all'industria cartaria di Skoghall; Questa decisione portò l'industria di Deje verso un lento declino. Nel 1977 viene chiusa la segheria. L'industria continuò a produrre carta, sebbene non usando la legna locale, bensì quella proveniente da altre zone del Värmland. L'industria diventò di proprietà statale, e nel 1985 fallì; il numero di dipendenti passò da 140 a 30. Negli ultimi 4 anni di attività, fino al 1989, continuò la produzione di carta carbone, che era richiesta quasi esclusivamente nell'Europa orientale. Nel corso degli anni 90' la proprietà è cambiata varie volte fino al 1997.
Il 12 marzo 1997, durante un'asta giudiziaria viene venduto ciò che resta dell'industria per 140.000 SEK. L'acquirente è un'azienda che si occupa della raccolta differenziata.
Negli ultimi anni la città è finita sotto i riflettori di tutta la Svezia a causa della grossa quantità di zanzare presente nell'area: Nel 2015 nella sola Deje sono state rilevate circa 23 milioni di zanzare. Negli ultimi anni il comune di Forshaga ha effettuato degli ingenti investimenti per ridurre il problema, mediante l'utilizzo di pesticidi e operazioni di bonifica lungo l'Ådran e il Pannkakan.

## Monumenti e luoghi d'interesse
Dömle Herrgård (in italiano letteralmente "Giardino del signore), è una ex-casa padronale, oggi in funzione di albergo, costruita nel 1446 come dono matrimoniale per Katarina Bengtsdotter. È situato a Dömle, una piccolissima frazione di Deje. Attraverso la città passa il Klarälvsbanan, una pista ciclabile lunga 90 km tra Karlstad e Uddeholm.
Il Deje Alpin Dömlebacken, talvolta chiamato semplicemente Dömlebacken, è la maggiore pista da sci del comune, lunga 350 metri e con un dislivello di circa 65 metri. La pista è gestita senza scopo di lucro dai membri del DAK.
Nel 2023 la città ospiterà il Klarälvsbadet, una piscina all'avanguardia che sostituerà l'attuale piscina comunale. Il comune prevede di spendere circa 137 milioni di corone per la realizzazione del progetto.

### Chiesa di Nedre Ullerud
Poco fuori dalla città è presente la Chiesa di Nedre Ullerud, principale luogo di culto del comune. Prima dell'attuale edificio, furono erette in passato nel medesimo luogo altre due chiese. La prima, risalente al XIII secolo fu in uso fino all'inizio XVII secolo. Essa fu sostituita da un'altra struttura, leggermente più grande, che fu adoperata fino al 1750 circa, periodo in cui fu edificato il nuovo impianto. La chiesa viene consacrata il 30 settembre 1759 da parte del vescovo Nils Lagerlöf. la Lillklockan (in italiano: orologio piccola) fu progettata da Gudert, un costruttore di orologi attivo nel Värmland. Su di essa sono presenti numerosi ornamenti ed iscrizioni. Per motivi geologici, il campanile fu spostato numerose volte, fino al 1742 quando venne posizionato nel luogo in cui è situato quello attuale. All'interno della struttura sono presenti due epitaffi: uno commemora Lars von Nackreij, uomo borghese della regione, e l'altro Johan Palmström.. La chiesa detiene una corona nuziale d'argento che fu donata nel 1946 da parte di Ebba e Helmer Löf. Durante le cerimonie viene utilizzata una scatoletta per le offerte rivestita in ferro risalente alla fine del XVII secolo. L'organo della chiesa fu donato nel 1789 da Daniel Herwegh, l'allora vescovo di Karlstad.

## Cultura

### Musei
È presente a Dejefors una centrale elettrica, che si trova in un punto dove in passato c'era una rapida. Vicino alla centrale si trova la "Gamla Kraftstationen" (vecchia centrale elettrica), dove per molti anni si è esibito il gruppo teatrale di Ullerud; dal 2012 annualmente vengono all'interno della struttura presentate opere d'arte. Questa esposizione annuale nel 2021 ha vinto il "Värmlands Turismpris", premio affidato annualmente al miglior punto di interesse turistico della regione.

## Geografia antropica
Ci sono tre ponti sul Klarälven:
- un ponte sospeso, oggi adibito solamente al passaggio pedonale.
- un ex ponte ferroviario, che oggi fa parte della pista ciclabile tra Karlstad e Uddelholm.
- un ponte stradale su pilastri di cemento, inaugurato nel 1985.[20]

L'area a sud del fiume è divisa in:
- Deje i mitten, il centro della città.
- Mon, (diviso in Södra Mon e Norra Mon).
- Risätter, a sud-est dal centro, (comprese le parti Tjusbol e Hagalund).

Nella zona a nord del fiume si trova Dejefors, che è diviso in:
- Västra Dejefors o Älvkroken.
- Östra Dejefors.[21]

## Sport
Ad Älvkroken, nel Nord di Deje, si trova un campo da calcio chiamato "Älvkroksvallen", che ospita il club calcistico Deje idrottsklubb (anche noto come DIK). La squadra ha militato solamente all'interno delle leghe dilettantistiche del calcio svedese. La squadra è all'interno dell'associazione calcistica del Värmland, insieme ad altre formazioni di maggiore rilevanza nazionale come il IK Arvika.